# Wiktor Jakowlewitsch Bunjakowski

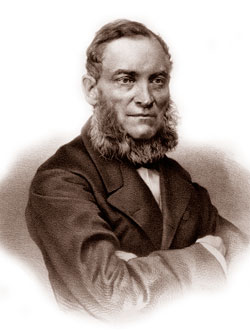
Wiktor Jakowlewitsch Bunjakowski

Wiktor Jakowlewitsch Bunjakowski (russisch Виктор Яковлевич Буняковский; * 3. Dezemberjul. / 15. Dezember 1804greg. in Bar, Gouvernement Podolien; † 30. Novemberjul. / 12. Dezember 1889greg. in Sankt Petersburg) war ein russischer Mathematiker.

## Werdegang
Wiktor Jakowlewitsch Bunjakowski studierte von 1820 bis 1825 Mathematik in Coburg, Lausanne und Paris. In Paris promovierte er 1825. Sein bedeutendster Lehrer war Augustin-Louis Cauchy. Nach der Rückkehr (1826) nach Petersburg wurde er 1828 Adjunkt der Akademie der Wissenschaften in Sankt Petersburg.
Hier nahm er eine mathematische Lehrtätigkeit auf, zunächst am 1. Kadetten-Korps (1827), dann am Marie-Korps (1827–1862) sowie am Wegebau-Institut von 1830 bis 1846. Von 1846 bis 1858 lehrte er als Professor an der Petersburger Universität, ab 1858 auch Beauftragter der russischen Regierung für statistische und Versicherungsfragen. 1830 wurde er außerordentliches und 1841 ordentliches Mitglied der Petersburger Akademie der Wissenschaften. Von 1864 bis 1889 war er deren Vizepräsident.
Gemeinsam mit Michail Ostrogradski gehörte er zu den Wegbereitern der russischen mathematischen Schule unter Pafnuti Lwowitsch Tschebyschow und erwarb sich große Verdienste bei der Verbreitung mathematischer Literatur in russischer Sprache. Er widmete sich vor allem der Wahrscheinlichkeitstheorie und der Statistik. 1839 gab der russ. Mathematiker Bunjakowski ein Lexikon der reinen und angewandten Mathematik heraus.
1846 erschien sein auf Arbeiten von Siméon Denis Poisson und Pierre Simon Laplace gestütztes Buch über die Grundlagen der Wahrscheinlichkeitstheorie, in dem er die Theorie, ihre historische Entwicklung und eine Vielzahl von statistischen Anwendungen darlegte. In einer Reihe weiterer Arbeiten widmete er sich der Bevölkerungsstatistik, Kontingentierungsfragen, der Bestimmung von Beobachtungsfehlern und anderen statistischen Problemstellungen.
Er beschäftigte sich auch mit Zahlentheorie, insbesondere löste er viele spezielle Gleichungen und gab einen neuen Beweis für das quadratisches Reziprozitätsgesetz. Von ihm stammt die offene Bunjakowski-Vermutung.
Bekannt, aber nicht entsprechend gewürdigt, ist sein Name heute vor allem durch seine für die Funktionalanalysis bedeutsame Integralungleichung, die sogenannte Bunjakowskische Ungleichung, die meist als Cauchy-Schwarzsche Ungleichung bezeichnet wird. Tatsächlich ist die Arbeit von Bunjakowski aber 50 Jahre älter als die von Hermann Amandus Schwarz; Bunjakowski veröffentlichte sie bereits im Jahr 1859 in einer Arbeit über Ungleichungen zwischen Integralen.
Zugleich machte er durch eine Übersetzung der Arbeiten von Cauchy zur Analysis russische Gelehrte mit dem fortgeschrittenen Entwicklungsstand dieser Disziplin bekannt. Die Geometrie bereicherte er durch seine Theorie der Parallelen (1853).
Bunjakowski veröffentlichte insgesamt mehr als 150 Arbeiten in den Gebieten Mathematik, insbesondere Zahlentheorie und Wahrscheinlichkeitsrechnung, sowie Mechanik.